# Casa del Marinaio

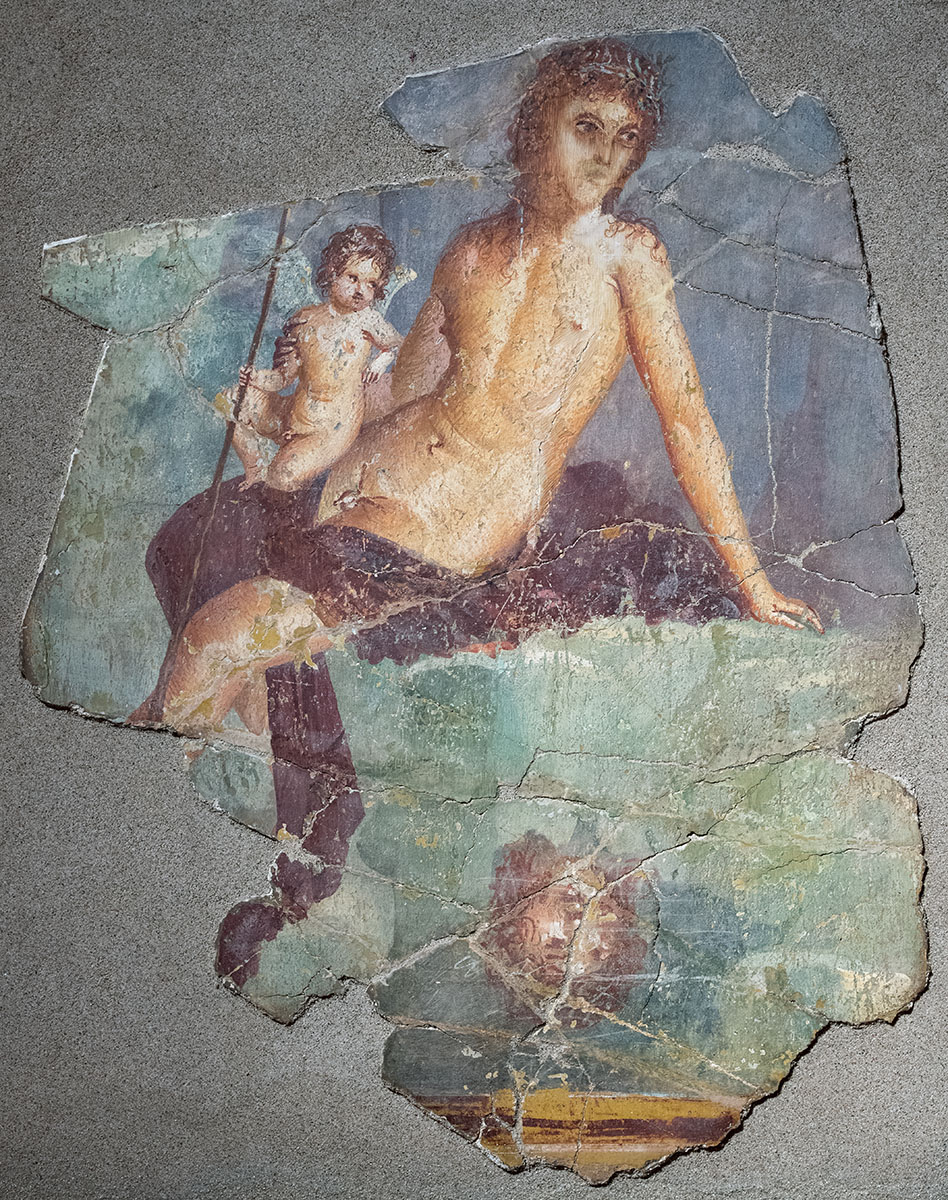
Bild des Narziss

Die Casa del Marinaio (Haus des Matrosen, auch Casa di Niobe, Haus der Niobe) ist ein Wohnhaus in Pompeji (VII 15, 2), das 1859 und 1871 ausgegraben wurde. Das Haus ist reich mit geometrischen Mosaiken ausgestattet. Von den einst zahlreich vorhandenen Wandmalereien sind heute nur noch wenige Reste erhalten. Das Haus wurde im Zweiten Weltkrieg stark bombardiert.

## Beschreibung
Das Haus wurde im 2. Jahrhundert v. Chr. erbaut, später erweitert und dann nach dem Erdbeben von 62 n. Chr. renoviert. Es ist mit den Nachbarhäusern verbunden. Es besitzt ein Atrium, ein Peristyl und einen eigenen Badetrakt. Im Haus fanden sich einst Dekorationen in allen Stilen römischer Wandmalerei, doch ist davon heute nur noch wenig erhalten. Zwei Bilder wurden schon früh aus der Wand geschnitten und befinden sich heute im Archäologischen Nationalmuseum Neapel und im lokalen Museum in Pompeji. Ein Gemälde zeigt, wie die Kinder der Niobe getötet werden. Es befand sich einst in einer Exedra im hinteren Teil des Hauses, die im 3. Stil ausgemalt war. Der obere Teil des einst hochformatigen Bildes fehlt. Das andere Bild befand sich im Tablinum und zeigt Narziß; es ist heute im lokalen Museum (Pompeji Antiquarium) von Pompeji ausgestellt. Lawrence Richardson Jr. schreibt dieses Bild dem von ihm so genannten Iphigenia-Maler zu. Zahlreiche Fußböden im Haus haben schwarzweiße Mosaike mit geometrischen Mustern.
Zu den Einzelfunden im Haus gehören ein Ruder, das dem Haus seinen Namen gab, zahlreiche Glasgefäße und eine Marmortafel, auf der sich in Strichzeichnung das Bild der Niobe findet. Es zeigt sie, wie sie eine ihrer Töchter, schon vom Pfeil getroffen, in dem Arm hält.

## Galerie

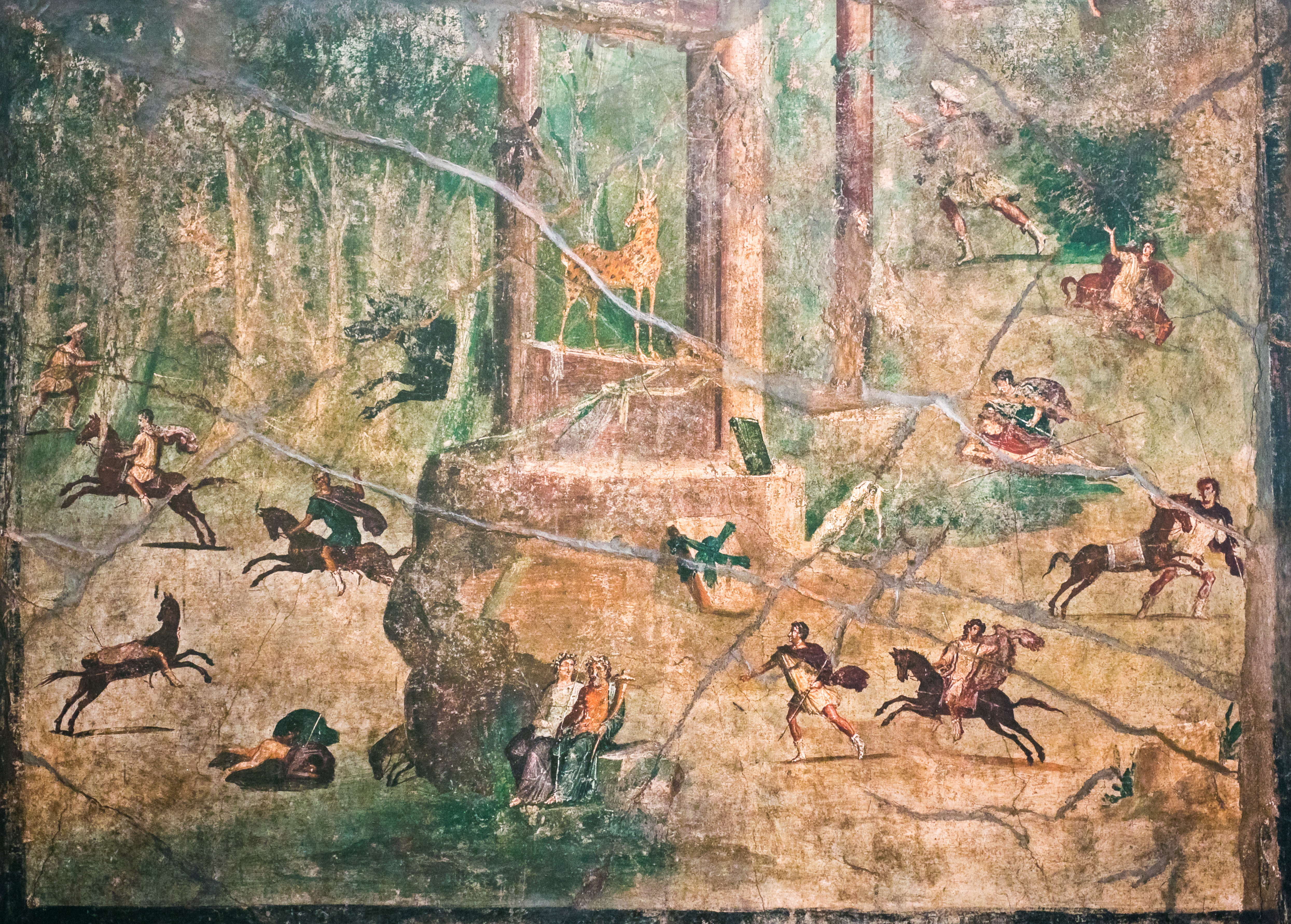
Das Massaker der Niobe
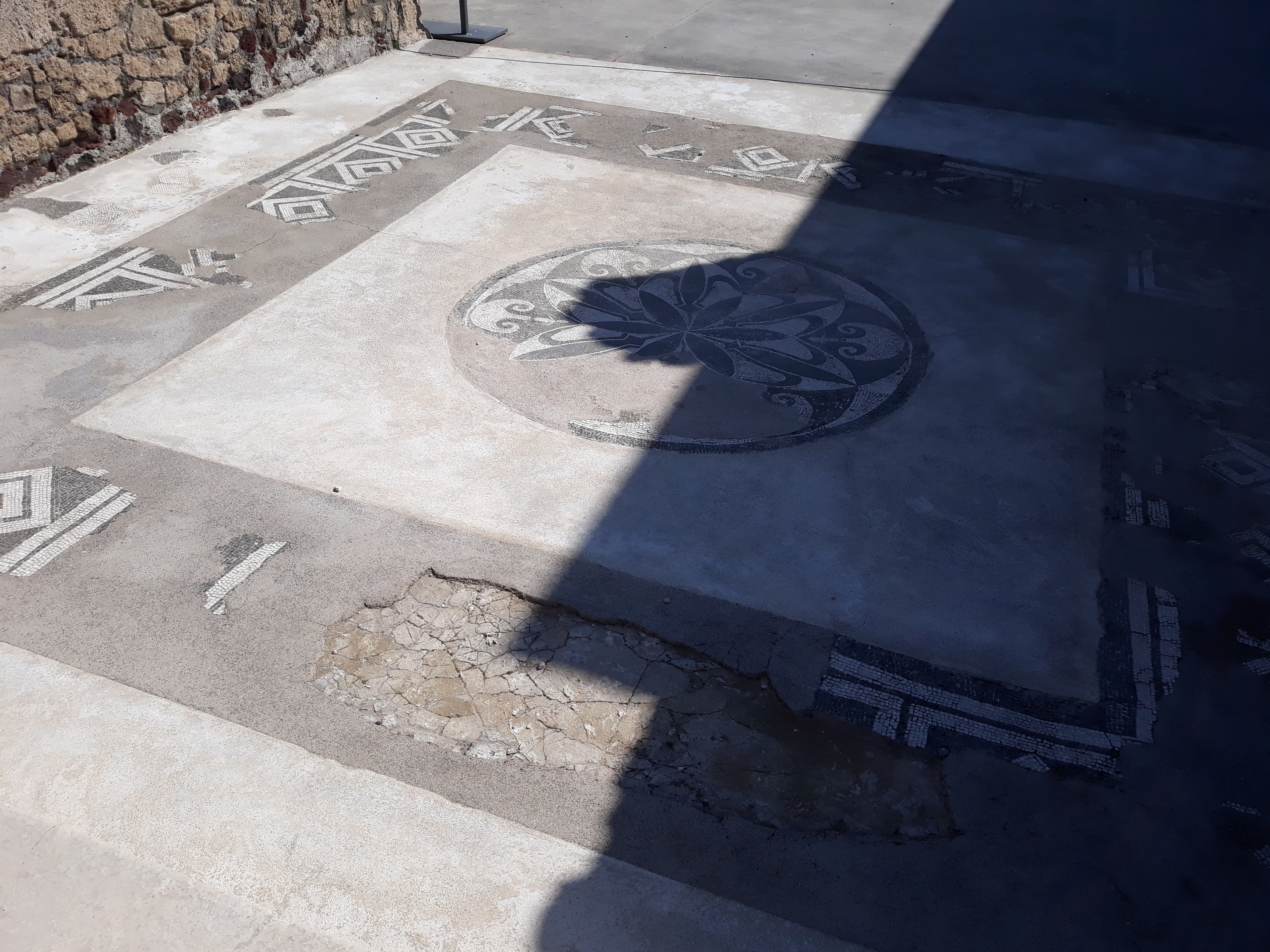
Mosaik
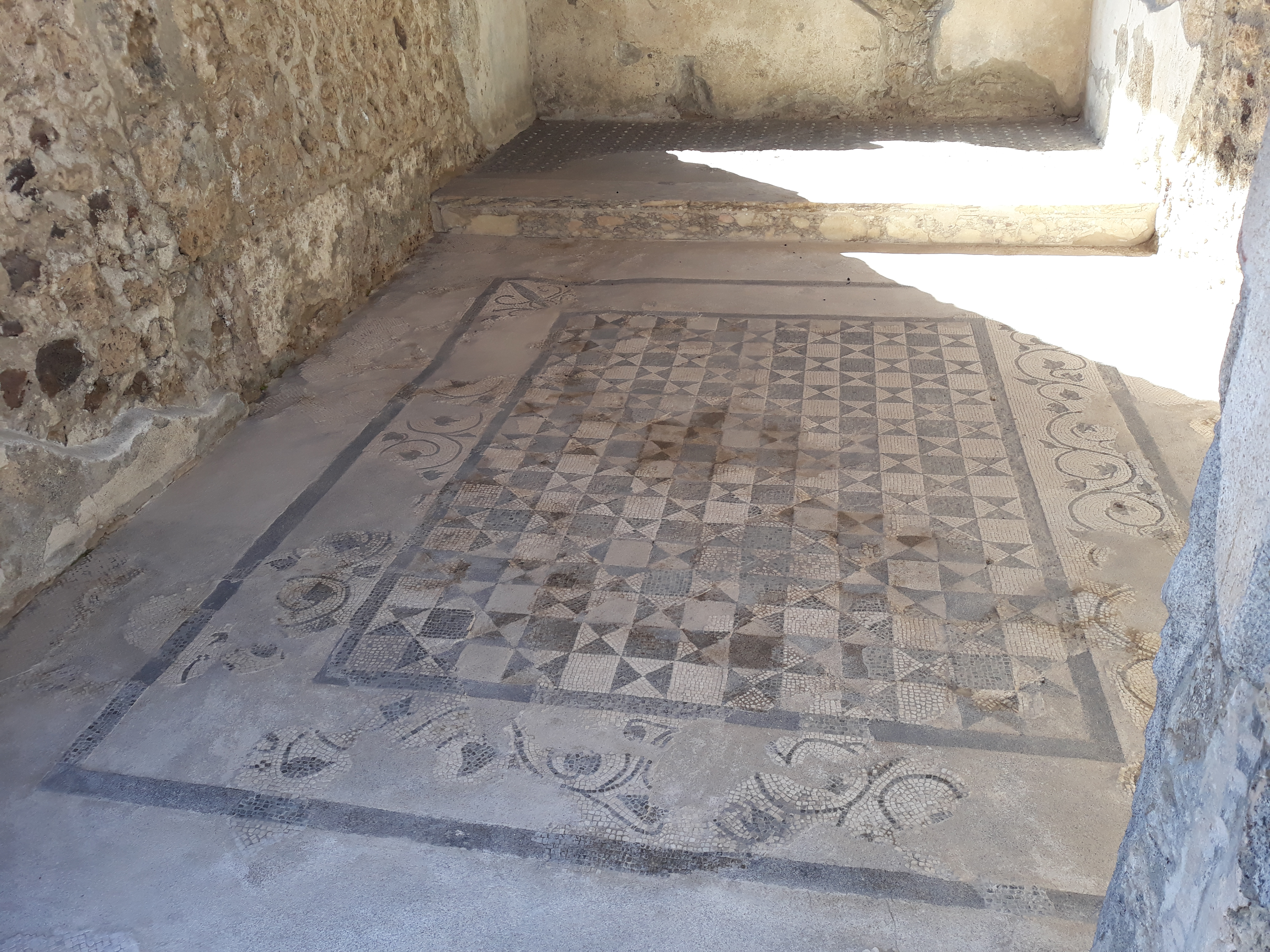
Mosaik
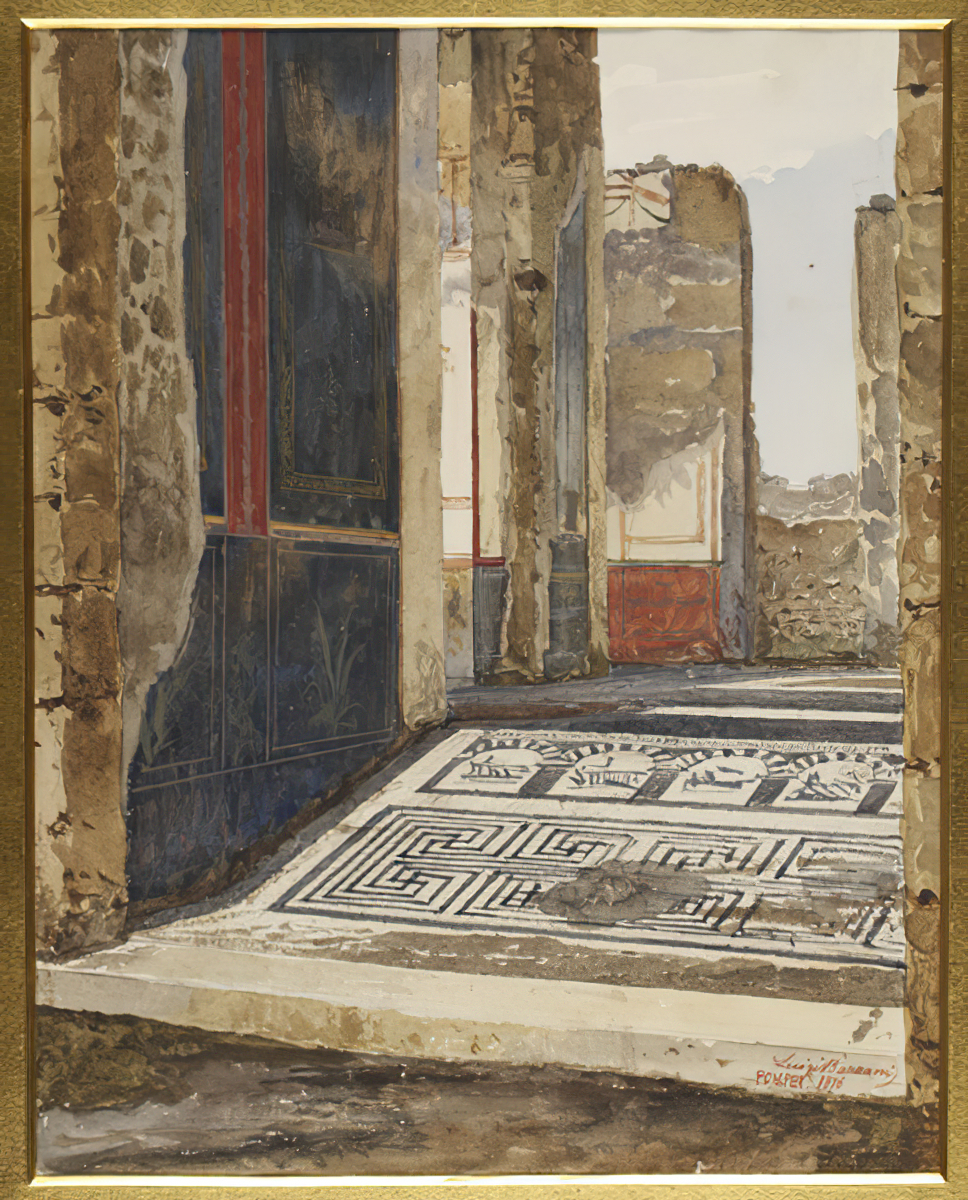
Die Fauces des Hauses